# Synagoge (Jihlava)

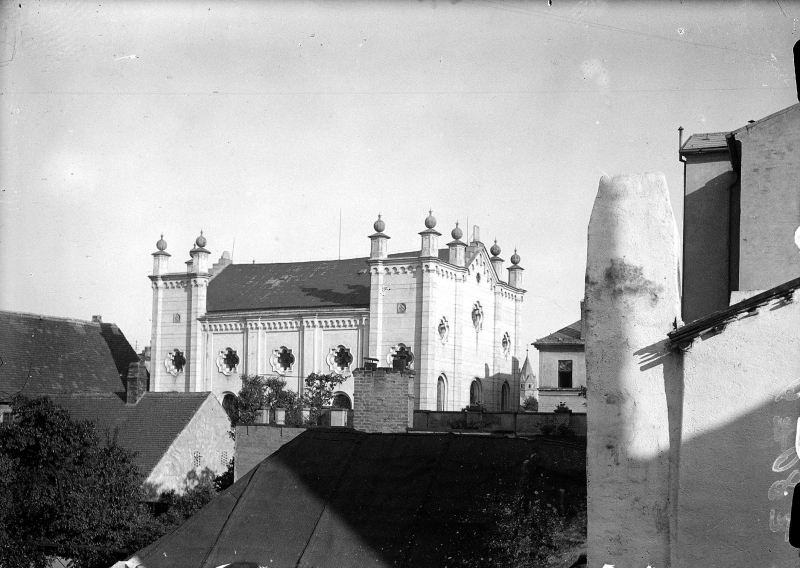
Synagoge in Jihlava, vor 1939

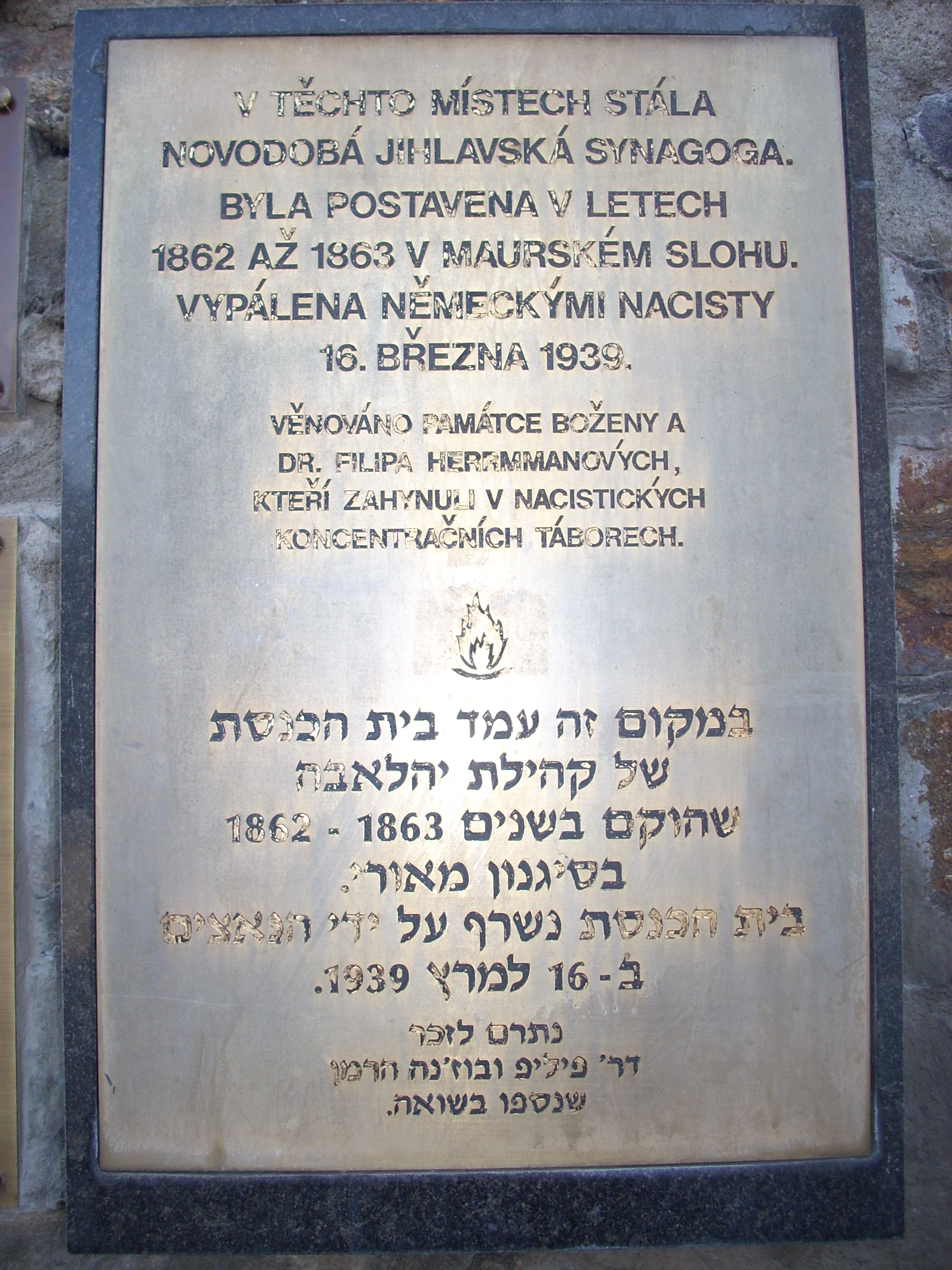
Gedenktafel. Deutsche Übersetzung:
An diesem Ort befand sich die neue Iglauer Synagoge. Sie wurde in den Jahren 1862 und 1863 im maurischen Stil erbaut. Am 16. März 1939 wurde sie von den deutschen Nazis niedergebrannt.
Gewidmet dem Andenken an Božena und Dr. Filip Herrman, die in Konzentrationslagern der Nazis starben.

Die Synagoge in Jihlava (deutsch Iglau), einer Stadt im Okres Jihlava der Region Vysočina (Tschechien), wurde 1863 errichtet. Die Synagoge wurde 1939 von den Nationalsozialisten zerstört, und die Ruine des Gebäudes wurde 1950 niedergelegt.

## Geschichte
Im Jahre 1856 errichtete die jüdische Gemeinde von Iglau ein kleines Bethaus. Mit zunehmender Zahl der Gemeindemitglieder wurde dieses zu klein, sodass 1863 eine große Synagoge errichtet wurde. Der im Stadtzentrum gelegene, neuromanische Bau wurde durch Spenden finanziert. Von 1860 bis zu seinem Tod 1912 wirkte hier Joachim Jacob Unger als Rabbiner.
Nach der deutschen Besetzung wurde am 16. März 1939 Feuer in der Synagoge gelegt, die dadurch völlig ausbrannte. Die Ruine kam in den Besitz der Stadt, die sie 1950 abreißen ließ.